# Menat (Puy-de-Dôme)
Menat település Franciaországban, Puy-de-Dôme megyében. Lakosainak száma 543 fő (2022. január 1.). Menat Moureuille, Ayat-sur-Sioule, Neuf-Église, Pouzol, Saint-Éloy-les-Mines, Saint-Rémy-de-Blot, Servant és Youx községekkel határos.

## Népesség
A település népességének változása:
| Lakosok száma | 575  | 561  | 564  | 547  | 544  | 538  | 536  | 540  | 543  |
|               | 2013 | 2015 | 2016 | 2017 | 2018 | 2019 | 2020 | 2021 | 2022 |